# マリア・ロサ・メノカル
マリア・ロサ・メノカル（María Rosa Menocal、1953年 - 2012年10月15日）は、アメリカ合衆国の中世研究者、文献学者。
ペンシルヴァニア大学でロマンス語学の博士号を取得し、1986年からイェール大学でスペイン語とポルトガル語の文献学を教える。また、ホイットニー人文学センターの理事も務める。
アル＝アンダルス時代をはじめとする中世スペインの文化についての著作が多い。なかでも中世スペインの多言語、多宗教文化を扱った著書『寛容の文化』は、数カ国で相次いで翻訳され話題となった。
2012年10月15日、死去。

## 主な著書
- The Arabic Role in Medieval Literary History: A Forgotten Heritage, (1987年)
- Shards of Love: Exile and the Origins of the Lyric, (1994年)
- The Ornament of the World: How Muslims, Jews, and Christians Created a Culture of Tolerance in Medieval Spain, (2002年)　邦訳『寛容の文化―ムスリム、ユダヤ人、キリスト教徒の中世スペイン』 足立孝訳、名古屋大学出版会、2005年